# The Affairs of Susan
The Affairs of Susan é um filme estadunidense de 1945, do gênero comédia, dirigido por William A. Seiter e estrelado por Joan Fontaine e George Brent. Este é o primeiro fruto da companhia que o produtor Hal B. Wallis criou dentro da Paramount Pictures, numa associação que duraria 25 anos.. O filme é um tour de force para Joan, que se desdobra em quatro faces totalmente diferentes de um mesmo personagem.
A inventividade do roteiro rendeu à produção uma indicação ao Oscar de História Original.

## Sinopse
Durante uma festa, Richard encontra os três ex-namorados de sua noiva, Susan: um produtor da Broadway, um madeireiro e um escritor de romances. Por meio de flashbacks, cada um deles pinta um quadro da jovem completamente distinto dos outros, inclusive de Richard, como se estivessem falando de mulheres diferentes. Richard, então, fica em dúvida se vale a pena casar, pois não sabe qual é a verdadeira Susan.

## Elenco
| Ator/Atriz     | Personagem    |
| -------------- | ------------- |
| Joan Fontaine  | Susan Darell  |
| George Brent   | Roger Berton  |
| Dennis O'Keefe | Bill Anthony  |
| Walter Abel    | Richard Aiken |
| Don DeFore     | Mike Ward     |
| Rita Johnson   | Mona Kent     |
| Mary Field     | Nancy         |
| Byron Barr     | Chick         |

## Principais premiações
| Prêmio | Categoria                | Situação |
| ------ | ------------------------ | -------- |
| Oscar  | Melhor História Original | Indicado |